# Where Is Anne Frank
Where Is Anne Frank (en hebreo, איפה אנה פרנק) es una película animada de drama histórico de 2021 dirigido por el director israelí Ari Folman. La película se mostró fuera de competición en el Festival de Cine de Cannes de 2021.
La película de animación Where is Anne Frank cuenta desde una nueva perspectiva la historia de la niña judía alemana Ana Frank que llevaba un diario mientras se escondía en Ámsterdam durante la Segunda Guerra Mundial. El diario, que se publicó dos años después de su muerte en 1945 en el campo de concentración de Bergen-Belsen, se ha hecho mundialmente famoso. A través del diario, Ana Frank se ha convertido en un símbolo mundial para las víctimas del racismo, el antisemitismo y el fascismo. La película Where is Anne Frank muestra que la historia de Ana Frank no se trata solo del pasado, sino que también es historia del presente. El objetivo principal de la película es llegar a un público más joven.

## Sinopsis
El personaje principal de la película animada Where is Anne Frank no es Ana Frank, sino Kitty, la amiga imaginaria a la que Ana Frank escribió su diario en forma de cartas. En la película, esta "Querida Kitty" sale del diario, cobra vida y lleva a los espectadores en su búsqueda para descubrir la historia de Ana Frank y el significado de su diario. En el proceso, no solo se discuten temas históricos como el auge del nacionalsocialismo, la vida en el Anexo Secreto y la historia del Holocausto, sino también temas de actualidad como los derechos humanos y los refugiados.

## Reparto
- Ruby Stokes como Kitty.
- Emily Carey como Ana Frank.
- Sebastian Croft como Peter de Anne-
- Ralph Prosser como Kitty de Peter-
- Michael Maloney como Otto Frank-
- Samantha Spiro como Edith Frank-
- Skye Bennett como Margot Frank.
- Tracy-Ann Oberman como Augusta Van Damm.
- Stuart Miligan como Herman Van Damm.
- Andrew Woodall como Albert Dussel.
- Naomi Mourton como Awa.
- Ari Folman como Oficial Van Yaris.
- Nell Barlow como Agente Elsa Platt.
- Maya Myers como Sandra.

## Producción
La película fue una iniciativa de Anne Frank Fonds Basel (una organización sin fines de lucro fundada por Otto Frank en 1963) y fue desarrollada en asociación con la UNESCO, la Conferencia de Reclamaciones, la Fundación de la Memoria de la Shoah y varias otras organizaciones.
Where is Anne Frank se concibió originalmente para rodar completamente en stop motion, y los personajes se reemplazarán más tarde en la animación 2D tradicional. Sin embargo, en última instancia, se produjo principalmente en animación 2D, con conjuntos de stop-motion utilizados como fondos en algunas escenas.

## Recepción
La película obtuvo críticas positivas en su mayoría los críticos. Peter Bradshaw del The Guardian escribió, "La historia de Anne Frank y su diario está vuelto a contar en este ferviente, sincera y visualmente maravillosa película animada". Según The Hollywood Reporter, la película Where Is Anne Frank expresa la indescriptible tristeza de la historia con elocuencia y sensibilidad.  Pete Hammond de Deadline Hollywood dijo: "Una reinvención completa de la historia de Ana Frank que debería resonar en los corazones de la audiencia joven a la que está dirigida".